# Rutilus caspicus
Rutilus caspicus är en fiskart som först beskrevs av Yakovlev, 1870.  Rutilus caspicus ingår i släktet Rutilus och familjen karpfiskar. IUCN kategoriserar arten globalt som livskraftig. Inga underarter finns listade i Catalogue of Life.